# أولاد حسون (الخالفية)
أولاد حسون هي إحدى مشيخات المملكة المغربية، تتبع جغرافيا لإقليم الفقيه بن صالح وإداريًا لالخالفية. يقدر عدد سكانها بـ 8501 نسمة حسب الإحصاء الرسمي للسكان والسكنى لسنة 2004.